# Back Home (album của Westlife)
Back Home là album phòng thu thứ tám và album thứ chín cả thảy của nhóm nhạc Ireland Westlife, phát hành ngày 5 tháng 11 năm 2007. Album gồm có nhiều ca khúc mới cùng với một số cover. Danh sách bài hát của album đã được công bố trên website chính thức của nhóm ngày 3 tháng 10 năm 2007. Ở Nhật, họ đã thêm 2 bài hát vào trong danh sách bài hát gốc. Ở Đan Mạch thì lại chỉ có 9 bài hát. Ngày phát hành của album đã được dời đến 5 tháng 11 năm 2007 (dự tính phát hành 12 tháng 11).
Album xuất hiện lần đầu ở vị trí #1 trên Bảng xếp hạng Album Chính thức của Anh, bán được 132.000 bản trong tuần đầu phát hành và vẫn nằm vững trong top 3 dẫn đầu 8 tuần tiếp đó. Đây cũng là album bán chạy thứ 5 ở Anh năm 2007 với 854.344 bản.
Đĩa đơn đầu tiên của album là một cover (hát lại) của bản ballad "Home", nguyên gốc bởi Michael Bublé, phát hành 29 tháng 10 năm 2007 Bài hát leo thẳng đến vị trí #3 trong lần đầu xuất hiện trên Bảng xếp hạng Đĩa đơn Chính thức của Anh.. "Us Against The World", một bài hát vốn để dành tặng cho các fan của Westlife trên toàn thế giới, đã là đĩa đơn thứ hai được phát hành ngày 3 tháng 3 ở Anh và Ireland. Trong khi đó, "Something Right" sẽ được phát hành làm đĩa đơn thứ hai của nhóm ở châu Á và châu Âu. "When I'm With You", một ca khúc R&B phương đông, đã được phát trên đài phát thanh Indonesia dù nó không phải là một đĩa đơn. Các ca khúc cover khác là "Have You Ever?", "I'm Already There".
Back Home phát hành ở Úc trong khi họ đang có chuyến đi quảng cáo ở đó từ 25-29 tháng 4 năm 2008.

## Thông tin
Khi Westlife thông báo ngày 5 tháng 11 năm 2007 sẽ phát hành album, nhóm nhạc nữ vừa tái hợp Spice Girls ngay lập tức dời ngày phát hành Greatest Hits của họ xuống 1 tuần đến ngày 12 tháng 11 năm 2007 để tránh đụng độ. Westlife và Spice Girls sau đó cùng ở trong cuộc chiến ngôn từ, hai bên đã công kích qua lại với nhau mà bên mở đầu là Mel C của Spice Girls.
Trước đó, tháng 11 năm 2000, hai nhóm cũng đã từng có một cuộc chiến giữa album phòng thu thứ hai của Westlife Coast to Coast và album phòng thu thứ ba của Spice Girls Forever khi chúng cũng được phát hành cùng thời điểm. Nhưng Coast To Coast của Westlife đã chiếm thế thượng phong khi hơn Forever tới 163.000 bản trong tuần đầu phát hành. Nhiều dự đoán Westlife sẽ một lần nữa tung ra album vào 12 tháng 11 để vừa tránh đối đầu với nhiều tên tuổi nổi tiếng, vừa có thể thi tài với Spice Girls như những gì mà nhóm trả lời với tạp chí The Mirror: "Đó là một cuộc chiến và chúng tôi sẽ không rút lui một cách dễ dàng. Chúng tôi có thể bỏ chạy nhưng không thể lẩn trốn được". Dù sao thì sau đó nhóm cũng đã không thay đổi ngày phát hành album của mình.

## Danh sách bài hát

### Quốc tế
| STT | Nhan đề                            | Sáng tác                                                    | Sản xuất                     | Thời lượng |
| --- | ---------------------------------- | ----------------------------------------------------------- | ---------------------------- | ---------- |
| 1.  | "Home"                             | Amy Foster-Gillies, Michael Bublé, Alan Chang               | Steve Mac                    | 3:28       |
| 2.  | "Us Against the World"             | Rami, Arnthor Birgisson, Savan Kotecha                      | Rami & Arnthor               | 4:02       |
| 3.  | "Something Right"                  | Rami, Birgisson, Kotecha                                    | Rami & Arnthor               | 3:14       |
| 4.  | "I'm Already There"                | Richie McDonald, Gary Baker, Frank J. Myers                 | Quiz & Larossi               | 4:18       |
| 5.  | "When I'm with You"                | Jordan Omley, Michael Mani, Sam Watters, Louis Biancaniello | Biancaniello, Watters        | 4:12       |
| 6.  | "Have You Ever"                    | Diane Warren                                                | Mac                          | 4:33       |
| 7.  | "It's You"                         | Steve Mac, Wayne Hector                                     | Mac                          | 4:11       |
| 8.  | "Catch My Breath"                  | Mac, Hector                                                 | Mac                          | 3:18       |
| 9.  | "The Easy Way"                     | Rami, Birgisson, Kotecha                                    | Rami & Arnthor               | 3:35       |
| 10. | "I Do"                             | Mac, Hector, John Reid                                      | Mac                          | 4:30       |
| 11. | "Pictures in My Head"              | Rami, Birgisson, Kotecha                                    | Rami & Arnthor               | 4:17       |
| 12. | "You Must Have Had a Broken Heart" | Jörgen Elofsson, Nicky Chinn                                | Per Magnusson, David Kreuger | 4:01       |

### Bonus Track ở Nhật Bản
1. Home (Soul Seekerz Remix) (Radio Edit)
2. Home (Video ca nhạc)

### Các bài hát cũng đã được phát hành
1. Hard To Say I'm Sorry (B-side của Home)
2. Get Away (B-side của Us Against the World và Something Right)
3. Home (Soul Seekerz Remix)
4. Total Eclipse Of The Heart (Sunset Strippers Full Dance Remix)
5. I'm Already There (Ashanti Boyz Remix)
6. Us Against The World (The Wideboys Remix)

## Xếp hạng
| Bảng xếp hạng (2007)                | Vị trí cao nhất |
| ----------------------------------- | --------------- |
| Album Úc (ARIA)                     | 14              |
| Album Áo (Ö3 Austria)               | 65              |
| Album Hà Lan (Album Top 100)        | 48              |
| Album Đức (Offizielle Top 100)      | 45              |
| Album Ireland (IRMA)                | 1               |
| Album Nhật Bản (Oricon)             | 50              |
| Album New Zealand (RMNZ)            | 12              |
| Album Na Uy (VG-lista)              | 18              |
| Album Scotland (OCC)                | 1               |
| Album Thụy Điển (Sverigetopplistan) | 33              |
| Album Thụy Sĩ (Schweizer Hitparade) | 19              |
| Album Anh Quốc (OCC)                | 1               |

| Bảng xếp hạng (2007) | Vị trí |
| -------------------- | ------ |
| Album Ireland (IRMA) | 3      |
| Album Anh quốc (OCC) | 5      |

## Chứng nhận và doanh số
| Quốc gia                                                                           | Chứng nhận  | Số đơn vị/doanh số chứng nhận |
| ---------------------------------------------------------------------------------- | ----------- | ----------------------------- |
| Ireland (IRMA)                                                                     | 5× Bạch kim | 75.000^                       |
| New Zealand (RMNZ)                                                                 | Vàng        | 7.500^                        |
| Thụy Điển (GLF)                                                                    | Vàng        | 20.000^                       |
| Anh Quốc (BPI)                                                                     | 3× Bạch kim | 900.000^                      |
| Tổng hợp                                                                           |             |                               |
| Châu Âu (IFPI)                                                                     | Bạch kim    | 1.000.000*                    |
| * Chứng nhận dựa theo doanh số tiêu thụ. ^ Chứng nhận dựa theo doanh số nhập hàng. |             |                               |

## Lịch sử phát hành
| Quốc gia      | Ngày phát hành      |
| ------------- | ------------------- |
| Toàn thế giới | 5 tháng 11 năm 2007 |
| Ba Lan        | 11 tháng 2 năm 2008 |

## Album video
Một DVD đi kèm cũng đã được phát hành 1 tuần trước ngày album phát hành. Trong DVD có những bức ảnh chụp những cảnh trong album Back Home và video ca nhạc của "Home", "You Raise Me Up", "When You Tell Me That You Love Me", "Amazing" và "The Rose". Nó chỉ có thể mua riêng ở Anh.